# Andrew Flintoff
Andrew „Freddie“ Flintoff, MBE (* 6. Dezember 1977 in Preston, Lancashire) ist ein ehemaliger englischer Cricketspieler.

## Karriere
Flintoff wurde 1998 erstmals in die englische Nationalmannschaft berufen. Ihm fehlte damals jedoch die Konstanz. Außerdem war seine Fitness nicht ausreichend, so dass er kein reguläres Mitglied der Nationalmannschaft wurde. Vielmehr blieb es bei vereinzelten Einsätzen.
Erst 2003 hatte Flintoff sich insgesamt zu einem deutlich verbesserten Spieler entwickelt und wurde regelmäßig eingesetzt. Im nächsten Jahr wurde er dann einer der fünf Wisden Cricketers of the Year.
Im Jahr 2005 hatte er maßgeblichen Anteil am ersten Sieg der englischen Nationalmannschaft in der Ashes-Serie nach 18 erfolglosen Jahren. In diesem Jahr wurde er auch zur BBC Sports Personality of the Year, zum Sportler des Jahres in Großbritannien, gewählt.
In 67 Test Matches gelangen ihm fünf Mal 100 oder mehr Läufe als Schlagmann und er erzielte 197 gegnerische Wickets. In 127 One-Day Internationals (ODI) erzielte er drei Mal 100 oder mehr Läufe und 146 Wickets.

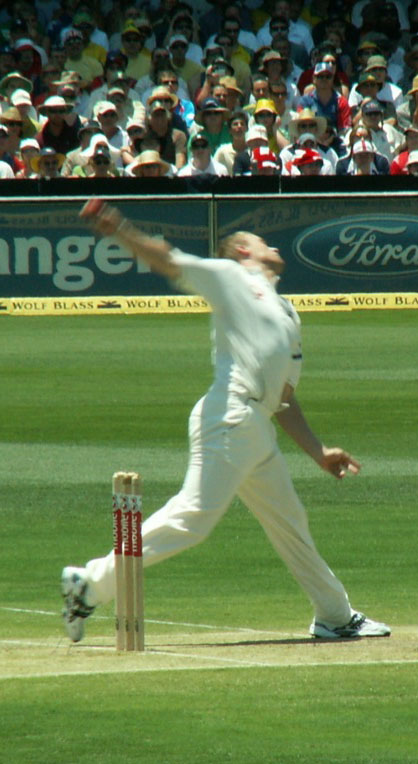
Andrew Flintoff beim Bowling

Flintoff ist der drittbeste englische Werfer in One-Day Internationals und der zwölftbeste in Test Matches. Er liegt außerdem an neunter Stelle, was die Zahl der Läufe in ODIs angeht. 1998 schlug Flintoff 34 Läufe in einem Over von Surreys Bowler Alex Tudor. Flintoff hält den englischen Rekord für die meisten „Sechsen“ (d. h. der Ball wird direkt aus dem Feld geschlagen) in Test Matches.
Flintoff ist verhältnismäßig oft verletzt. Er wurde bereits viermal am Knöchel operiert. Deshalb fiel er unter anderem einen großen Teil der Saisons 2007 und 2008 sowie der dazwischen liegenden Tour aus. Auch hat er immer wieder Schwierigkeiten, sich an die Mannschaftsregeln zu halten. Beim Cricket World Cup 2007 wurde er intern nach wiederholten früheren Verwarnungen für ein Spiel gesperrt, nachdem er betrunken aus einem Tretboot gefallen war.
Im September 2010 beendete er seine Cricket-Karriere und startete als Boxer. Seinen ersten Kampf gewann er nach Punkten gegen Richard Dawson.
Vom 15. Februar bis zum 15. März 2015 war er Teilnehmer bei der australischen Reality-Show I’m a Celebrity…Get Me Out of Here! und gewann die Show.
Ab der 27. Staffel der Fernsehserie Top Gear tritt er als Moderator auf. Dabei war er mitverantwortlich dafür, dass die Show, die nach dem Rückzug der etablierten Moderatoren hohe Einbußen verbuchen musste, wieder erfolgreich wurde. Am 13. Dezember 2022 zog er sich bei Filmaufnahmen mit einem Morgan Threewheeler bei einem Unfall schwerste Verletzungen zu. Das führte dazu, dass die für 2023 geplanten Dreharbeiten für die Show abgesagt wurden.

## Privatleben
Flintoff ist seit 2005 mit Rachael Wools verheiratet. Das Ehepaar hat drei Kinder.
Sein Spitzname lautet Freddie wegen der Ähnlichkeit seines Nachnamens mit der Trickfilmfigur Fred Flintstone (dt.: Fred Feuerstein).